# Comuna Cojocna, Cluj
Cojocna (în germană Salzburg, Salzgrub, Klosmarkt, în maghiară Kolozs, alternativ Kolozsakna, în trad. "Ocna Clujului") este o comună în județul Cluj, Transilvania, România, formată din satele Boju, Boj-Cătun, Cara, Cojocna (reședința), Huci, Iuriu de Câmpie, Moriști și Straja.

## Istoric
Primele urme de locuire descoperite în zona Cojocnei datează din secolul I î.C., în zonă fiind descoperit un tezaur compus din mai multe piese de argint.
Ulterior, în perioada romană și apoi în Evul Mediu, Cojocna a devenit un centru important de exploatare a sării. Romanii lucrau numai la suprafață, în gropi patrulatere, până la o adâncime de 12-15 m, de unde sarea se putea scoate ușor pe punți alunecoase și cu aparate simple de ridicat, după care o părăseau și începeau alta. Așa au extras romanii sarea peste tot în Ardeal, iar excavațiile părăsite au devenit lacuri.
Volker Wollmann în monografia sa asupra mineritului subliniază prezența în imediata apropiere a zăcămintelor de sare, de fiecare dată, a unei fortificații romane. Castrul roman de la Gherla a apărat exploatările de sare de la Ocna Dej, Sic, Cojocna și Pata, castrul fiind poziționat între acestea.

## Clima
Clima are un caracter temperat-continental cu nuanțe moderate. Se caracterizează prin veri răcoroase și ierni friguroase. Temperatura medie anuală este de 9,6 °C cu un minim în ianuare de -5 °C și un maxim în luna iulie/august de +20 °C. Temperatura maximă poate atinge valori ce depășesc 34-35 °C, iar cea minimă -35 °C.
Precipitațiile medii anuale sunt de 886 mm. La Cojocna sunt în medie 98 zile cu ploaie, iar din acestea 21 zile cu ninsoare.

## Date geografice și geologice
Comuna Cojocna, aflată în Câmpia Fizeșului, se întinde pe o suprafață de 238 km2, având o populație de app. 4.400 de locuitori, dispuși în satul reședință de comună Cojocna și satele Boj-Cătun, Boju, Cara, Huci, Iuriu de Câmpie, Moriști și Straja.
Lunca largă și plată, marcată de cruste și eflorescențe saline, de la marginea estică a comunei Cojocna, conturează în subsol un masiv important de sare gemă. Pe suprafața ocupată de depozite miocene medii eroziunea a creat văi largi, acompaniate de numeroase izvoare sărate, platouri cu nămol sapropelic, sărături și vegetație halofită.

## Vechea salină
Masivul de sare este alungit pe direcția nord-vest/sud-est, cu axa mare de 1,5 km, axa mică de 0,8-1 km și grosimea de 0,5-1 km. Sarea se găsește foarte aproape de suprafață (stratele acoperitoare au grosimi maxime de 6-10 m). Aici se află lacuri saline formate deasupra ocnelor părăsite ale unor mine de sare, atestate documentar din secolul al XII-lea și folosite din perioada romană până în Evul Mediu.
În anul 1780 la Cojocna existau următoarele ocne ogivale de sare:

- "Die grosse Grube" ("Ocna Mare"): 89 m adâncime, 184 m perimetru bazal.

- "Die kleine Grube" ("Ocna Mică"): 44 m adâncime, 124 m perimetru bazal (amenințată de surpare).
O veche mină de sare, părăsită de multă vreme, a fost umplută în secolul al XVIII-lea cu apa unui pârâu, intenționat deviat. Umplerea ocnei cu apă a durat 2 ani și 4 luni.
Activitatea Salinei Cojocna a fost sistată temporar la 1 noiembrie 1852, fiind pentru scurt timp redeschisă în 1873.
Se cunosc 8 mine vechi, in Valea Sósrét ("Ocna Gabrieli") și în partea vestică deluroasă ("Ocna Nepomuceni" și altele). La vizita făcută la "Ocna Nepomuceni" de către Paul Maria Partsch (înainte de 1863), aceasta avea o adâncime totală de 47 m, o lungime de 75 m și o lățime de 19 m. Avea probleme mari cu infiltrațiile de apă.
Ulterior, minele vechi s-au prăbușit, transformându-se în lacuri sărate, apa acestora dobândind proprietăți terapeutice.

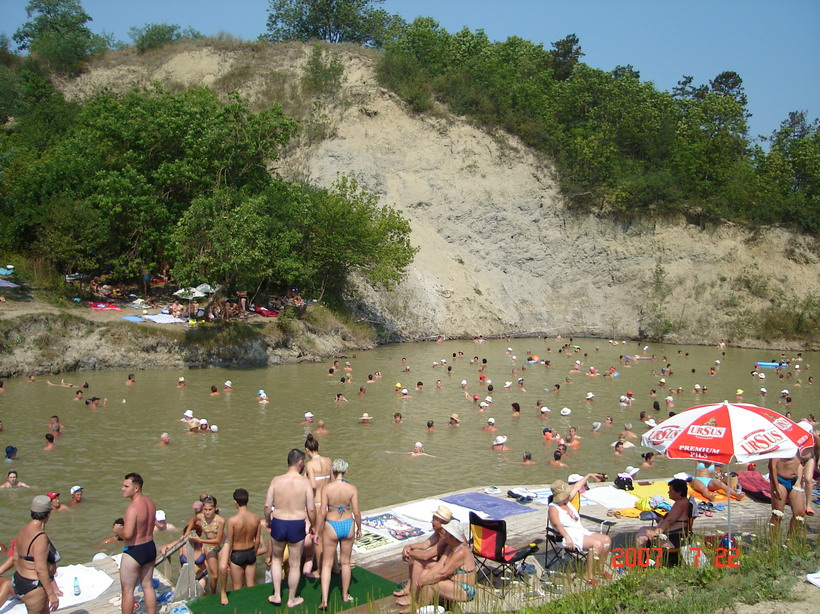
Lac sărat la Cojocna

## Băile și lacurile
Sunt situate în partea estică a comunei, pe versantul stâng al pârâului Valea Sărată, la o altitudine de 340 m. Climatul blând al stațiunii și cele două lacuri sărate (Lacul Toroc-Durgău și Lacul Mare-Băilor) constituie un loc propice pentru tratarea multor afecțiuni. Stațiunea pune la dispoziția oaspeților băi reci și calde. Pentru băile calde există bazine amenajate pe locul vechilor ocne de sare.
Potențialul curativ al apelor sărate din Cojocna a fost cunoscut încă din Antichitate, de pe vremea romanilor.
Actualele băi datează de la finalul secolului al XIX-lea.
Pe teritoriul satului Cojocna există mai multe lacuri cu ape sărate, apărute după prăbușirea unor mine vechi. Cele mai importante sunt: Lacul Toroc-Durgău (cu o suprafață de 2.635 mp și o adâncime maximă de 49 m), Lacul Mare-Băilor (suprafață 2.100 mp, adâncime 13,5 m), Lacul fără Fund (suprafață 608 mp, adâncime 0,80 m) și Lacul Plop (suprafață 161 mp, adâncime 0,50 m). Cu aceste ape se tratează afecțiuni reumatismale, ginecologice, endocrine etc.

## Tehnica de deschidere în trecut a ocnelor de sare din Ardeal
Înainte de deschiderea unei noi ocne de sare în Ardeal și Maramureș , se făceau deobicei foraje de explorare. Dacă până la adâncimea de 36 m (18 Klafter = 18 stânjeni) nu se intercepta sarea, se renunța la proiect, din cauza adâncimii prea mari a puțurilor. Ideal era ca solul să aibă o grosime de max. 10-12 m (5-6 stânjeni). La un rezultat pozitiv al primului foraj, se executa un al doilea, la o distanță de 6 m (3 stânjeni) de primul, pentru stabilirea exactă a grosimii stratului acoperitor deasupra celui de al doilea puț. Al doilea puț se amplasa preferențial la aceeași cotă cu primul sau cu max. 4-6 m (2-3 stânjeni) diferență de nivel față de primul puț. Un puț era rezervat pentru intrarea și ieșirea minierilor din ocne (cu ajutorul unor frânghii de cânepă), iar celălalt puț pentru extragerea sării din subteran. Puțurile se săpau cu profil patratic, fiecare latură având 2,8 m (9 pași; 1 pas = 0,3 m) până la o adâncime de 4 m (2 stânjeni) sub contactul steril-sare, după care se lărgea treptat pe următorii 4 m (2 stânjeni), cu profil tot patratic. Aici se făcea așa-numitul “fundament”, din bârne de lemn incastrate în sare, pe care se sprijinea întregul puț. Apoi se arma puțul, de jos în sus, la început cu un amestec de argilă, pleavă și lână de oaie (pentru impermeabilizarea pereților), după care cu bârne (grinzi) de lemn. Grosimea armăturilor era de 0,3 m (1 pas), astfel ca profilul efectiv al puțului se reducea în final de la 2,8 x 2,8 m la 2,5 x 2,5 m. De la nivelul steril-sare în jos pereții se căptușeau cu piele de bivol, care împiedeca contactul direct al apei cu pereții de sare. Apa care picura totuși în mină era captată și scoasă la suprafață. De la nivelul “fundamentului” în jos se săpa cu profil tot mai lărgit, conic, așa că după alți cca 8 m (4 stânjeni) cele 2 puțuri alăturate se uneau. De aici, mina lua o formă conică-ogivală cu secțiunea pe cât posibil circulară (care nu se realiza practic decât rar). Mina se declara gata pentru exploatare numai după ce un agent al administrației salinei, stând pe un bulgăre de sare în mijlocul ocnei, nu mai putea atinge tavanul ocnei cu ciocanul. Din acest moment, salariul tăietorilor de sare scădea de la 4,5 creițari (4,5 Kreuzer) pentru fiecare bloc de sare, la obișnuitul tarif de 1,5 creițari. Ocna era dată atunci oficial în funcțiune, primind totodată un nume. Costurile de deschidere ale unei ocne de sare se ridicau deobicei la peste 5.000 florini (guldeni) de argint.

## Demografie
Conform datelor recensământului din 1930 populația comunei era de 4.089 locuitori, dintre care 1.832 români, 1.772 maghiari, 431 țigani, 32 evrei, 21 germani și 1 persoană de altă etnie. Sub aspect confesional populația comunei era alcătuită din 1.124 romano-catolici, 951 greco-catolici, 916 ortodocși, 793 reformați, 247 unitarieni, 32 mozaici, 10 lutherani ș.a.
De-a lungul timpului populația comunei a evoluat astfel:
Cojocna - evoluția demografică

|  | Graficele sunt indisponibile din cauza unor probleme tehnice. Mai multe informații se găsesc la Phabricator și la wiki-ul MediaWiki. |

Date: Recensăminte sau birourile de statistică - grafică realizată de Wikipedia

## Politică și administrație
Comuna Cojocna este administrată de un primar și un consiliu local compus din 13 consilieri. Primarul, Anca-Veronica Marcu[*], de la Alianța Dreapta Unită, este în funcție din 1 noiembrie 2024. Începând cu alegerile locale din 2024, consiliul local are următoarea componență pe partide politice:
|  | Partid                                 | Consilieri | Componența Consiliului | Componența Consiliului | Componența Consiliului | Componența Consiliului | Componența Consiliului |
|  | -------------------------------------- | ---------- | ---------------------- | ---------------------- | ---------------------- | ---------------------- | ---------------------- |
|  | Alianța Dreapta Unită                  | 5          |                        |                        |                        |                        |                        |
|  | Uniunea Democrată Maghiară din România | 3          |                        |                        |                        |                        |                        |
|  | Partidul Social Democrat               | 3          |                        |                        |                        |                        |                        |
|  | Partidul Național Liberal              | 1          |                        |                        |                        |                        |                        |
|  | Partida Romilor „Pro Europa”           | 1          |                        |                        |                        |                        |                        |

## Obiective

### Lăcașuri de cult
- Biserica de lemn din Cojocna, ortodoxă, cu hramul „Intrarea în Biserică a Maicii Domnului” (1796), str. Bisericii Ortodoxe nr. 2, monument istoric
- Biserica reformată-calvină din Cojocna, din 1822-1825, str. Republicii nr. 116, monument istoric
- Biserica greco-catolică din Cojocna, cu hramul „Sfinții Arhangheli Mihail și Gavril”, construită în anul 1902 de preotul Ioan Hațieganu, tatăl academicianului Iuliu Hațieganu
- Biserica romano-catolică din Cojocna, cu hramul „Sfânta Inimă a lui Isus”
- Biserica unitariană din Cojocna (1821)

### Obiective turistice
- Băile Cojocna (zonă naturală protejată, de importanță județeană).
- Căian (sit de importanță comunitară inclus în rețeaua ecologică europeană Natura 2000 în România)
- Așezarea fortificată de la Cojocna.

### Obiectiv memorial
Cimitirul Eroilor Români din cel De-al Doilea Război Mondial, construit în anul 1944, este amplasat lângă Biserica Ortodoxă din centrul localității. Acesta are o suprafață de 500 mp. În acest cimitir sunt înhumați 54 de eroi, din care 3 cunoscuți și 54 necunoscuți, în morminte individuale și comune.

## Personalități
- Aurel Ciortea (1872 - 1929), profesor de fizică la Liceul Andrei Șaguna din Brașov, delegat la Adunarea Națională de la Alba Iulia, membru al Consiliului Dirigent al Transilvaniei
- Silvia Jurcovan (n. 26 aprilie 1913), autoare de cărți de bucate;
- Vasile Cosma (1924 - 2002), actor.

## Galerie de imagini

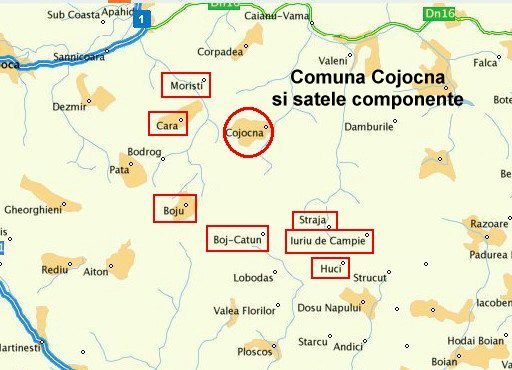
Comuna Cojocna și satele componente
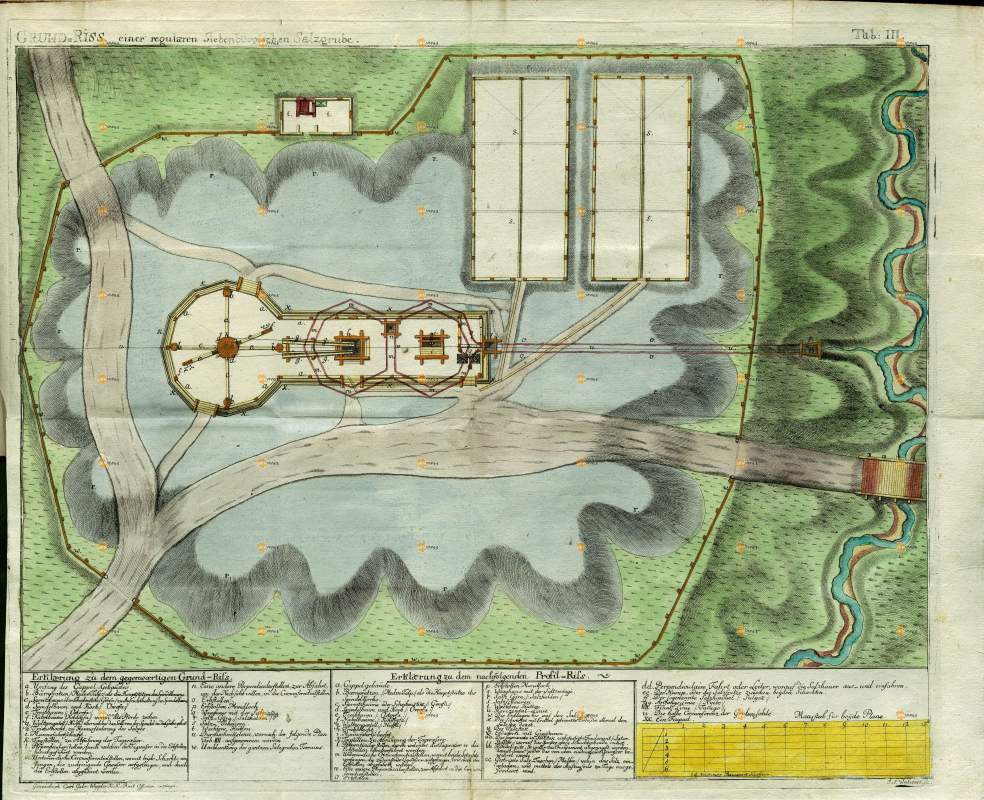
Planul unei ocne vechi de sare din Transilvania și Maramureș (după Johann Fichtel, 1780)
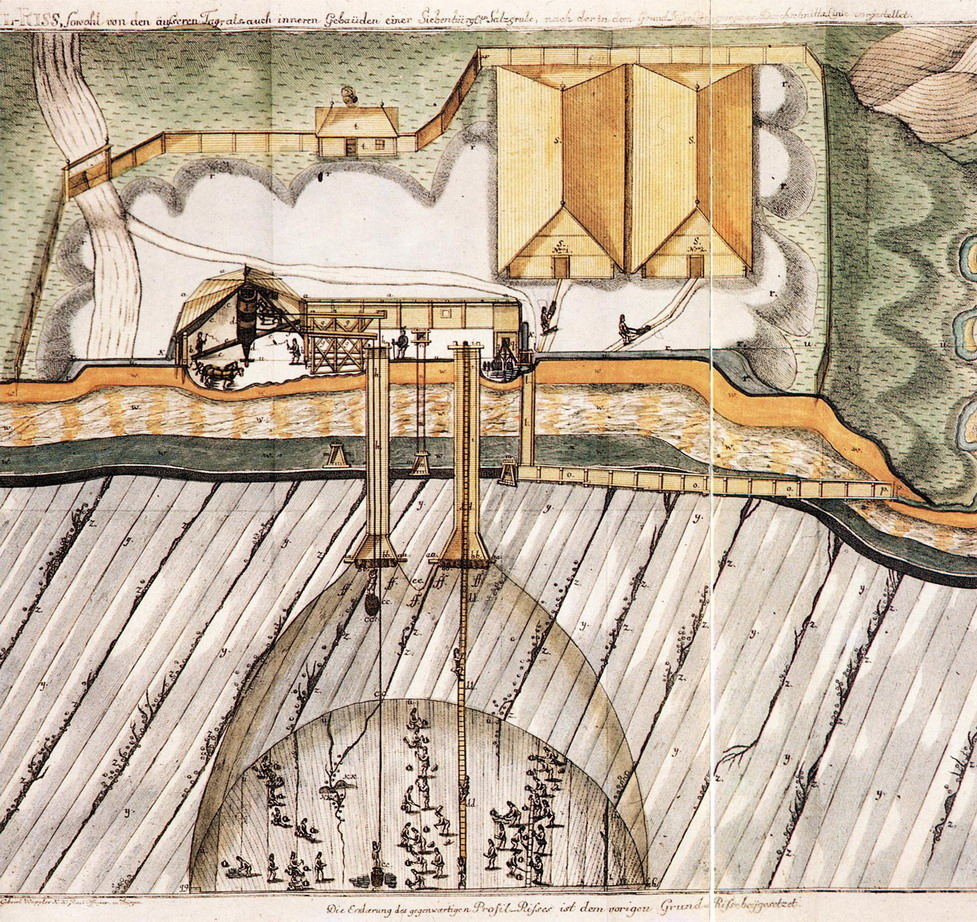
Secțiune schematică printr-o ocnă veche de sare din Transilvania și Maramureș (după Johann Fichtel, 1780)
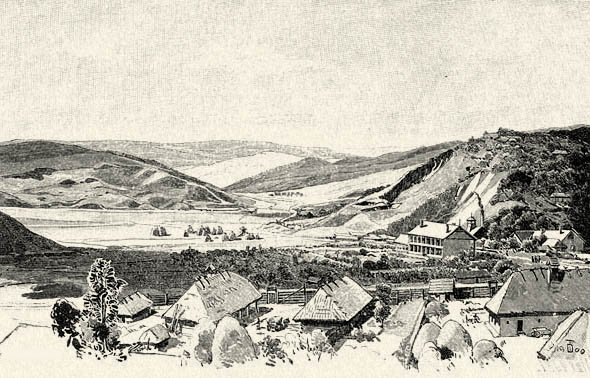
Cojocna (desen din sec. XIX)
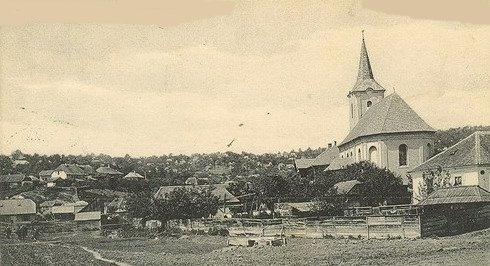
Cojocna (începutul sec. XX)
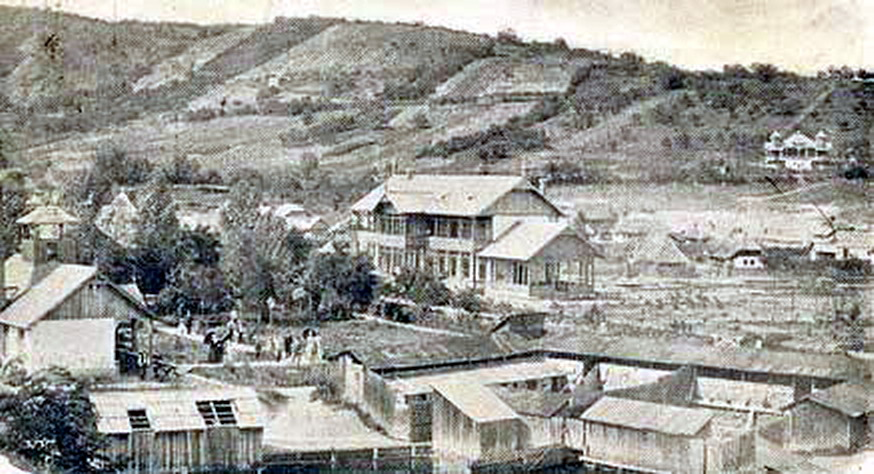
Cojocna (începutul sec. XX)
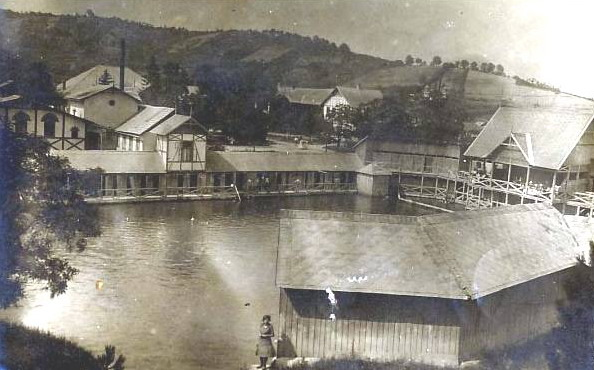
Cojocna (Băile Sărate, începutul sec. XX)
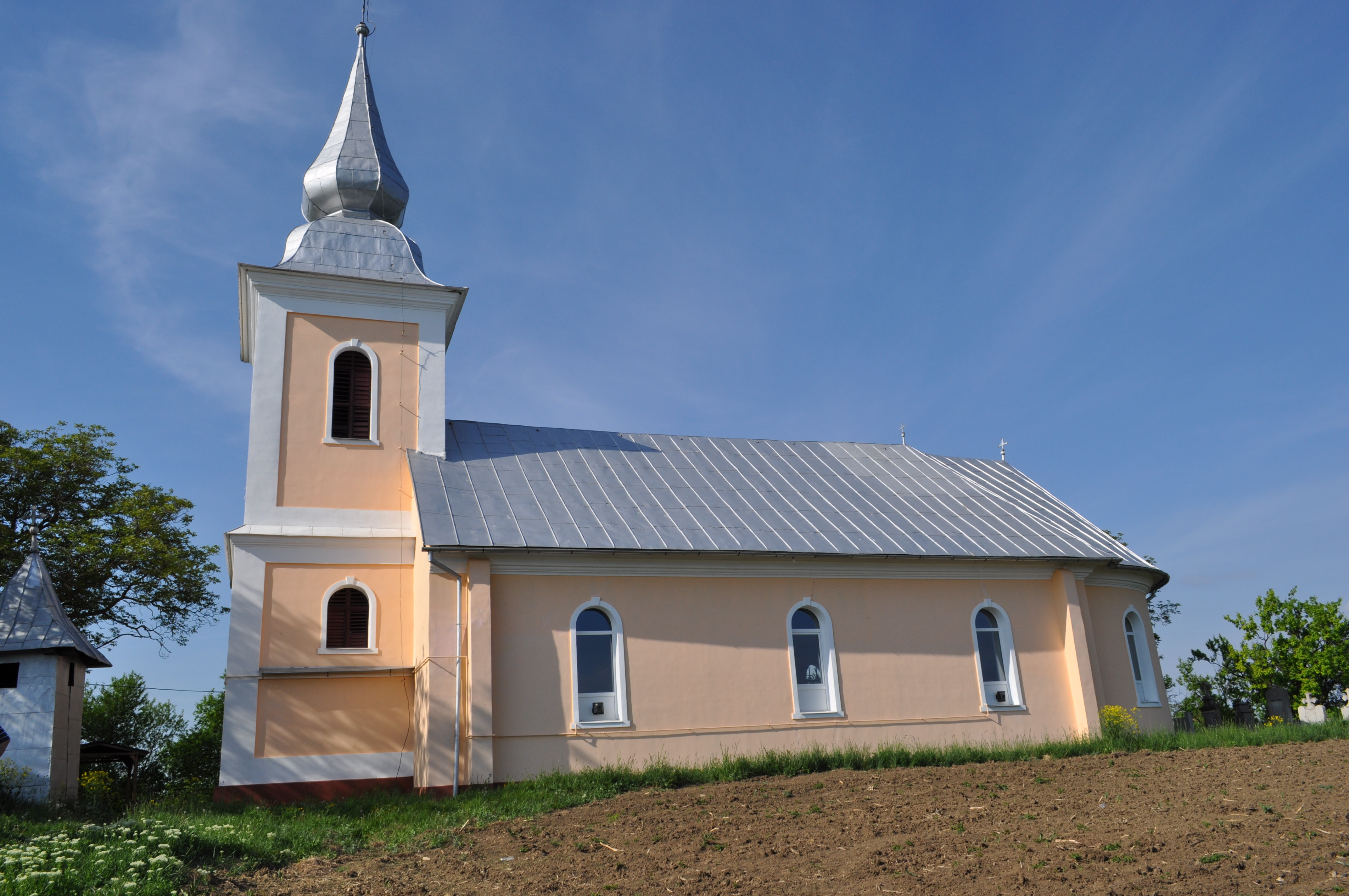
Biserica greco-catolică „Sfinții Arhangheli”
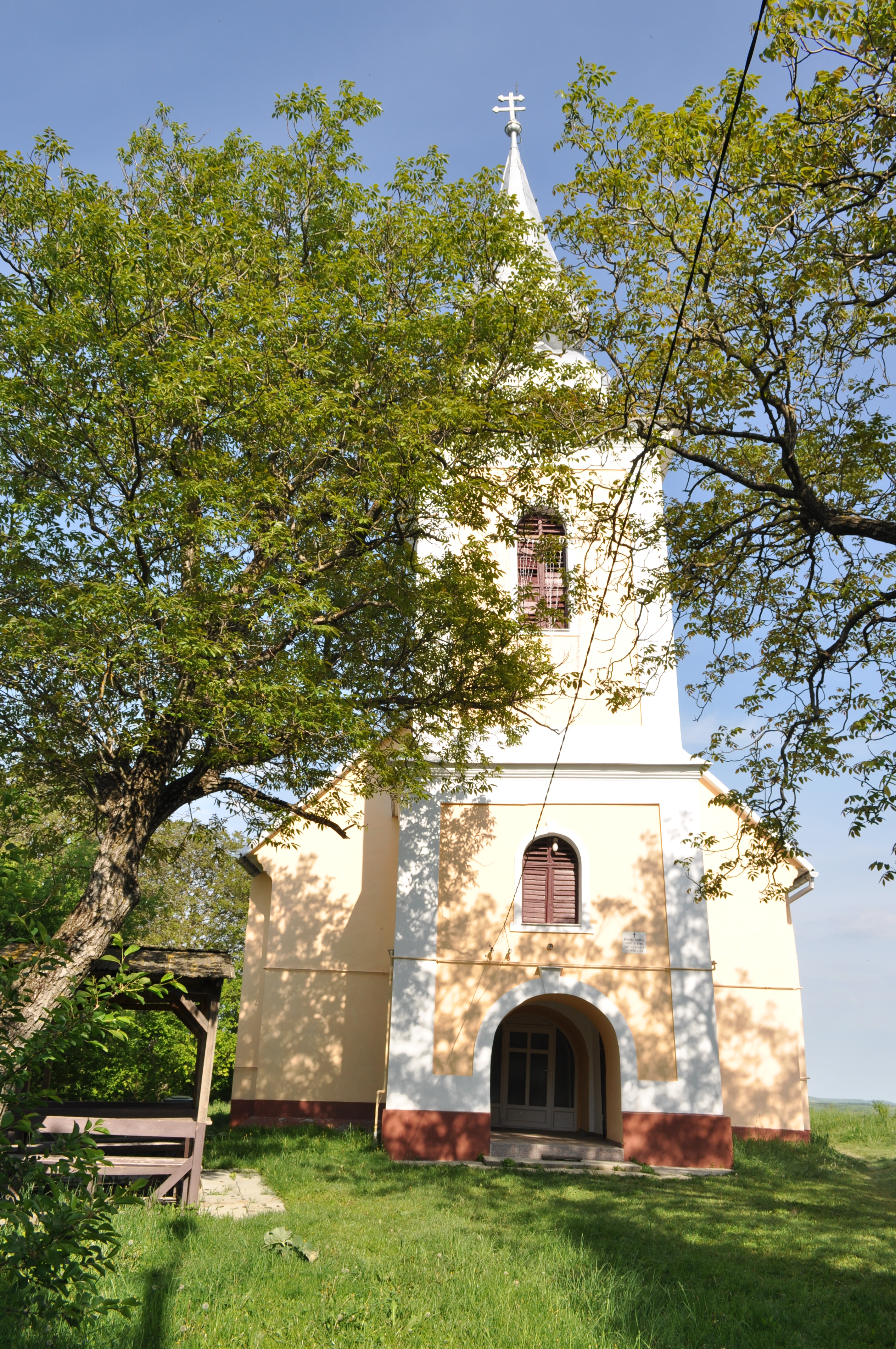
Biserica greco-catolică „Sfinții Arhangheli”
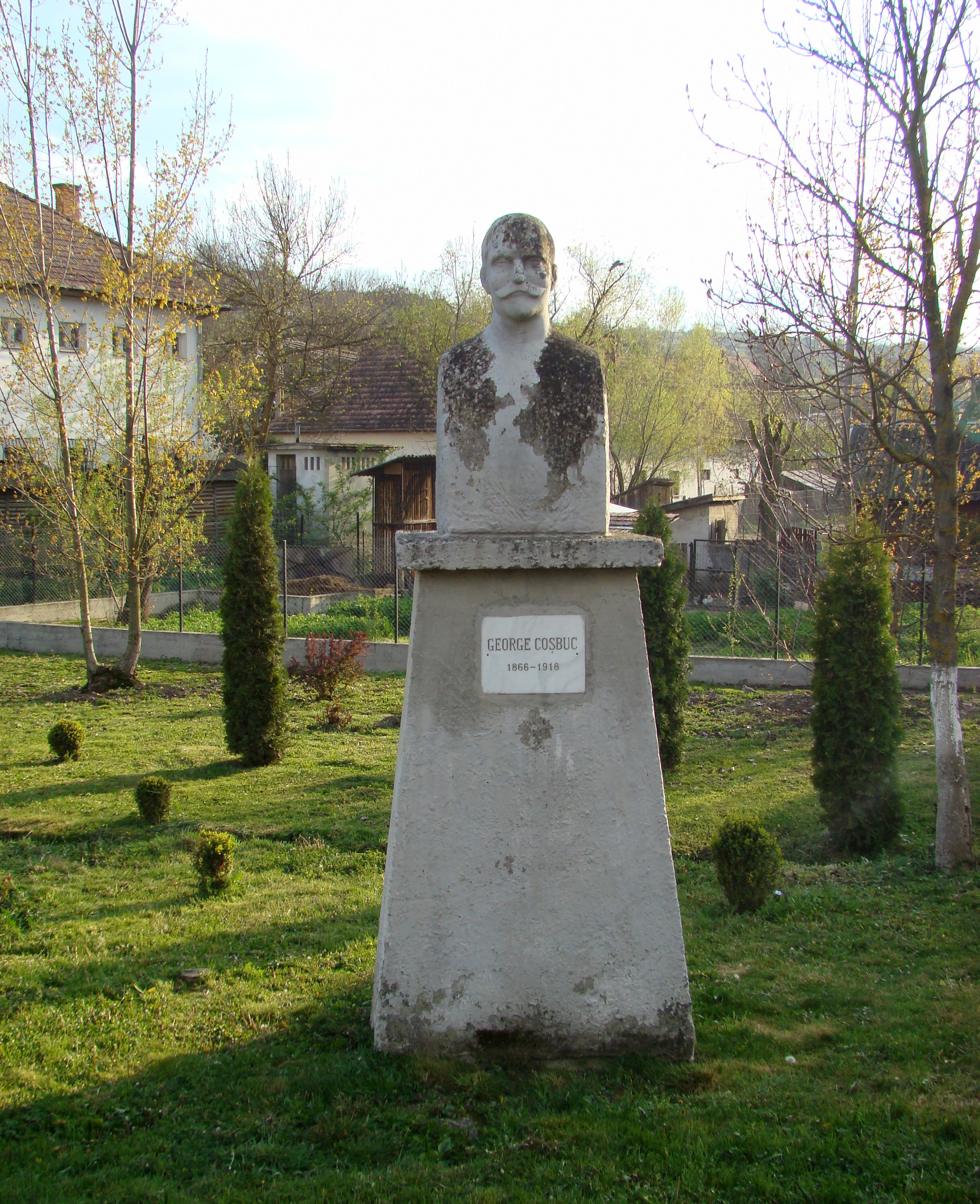
Bustul lui George Coșbuc din satul Cojocna
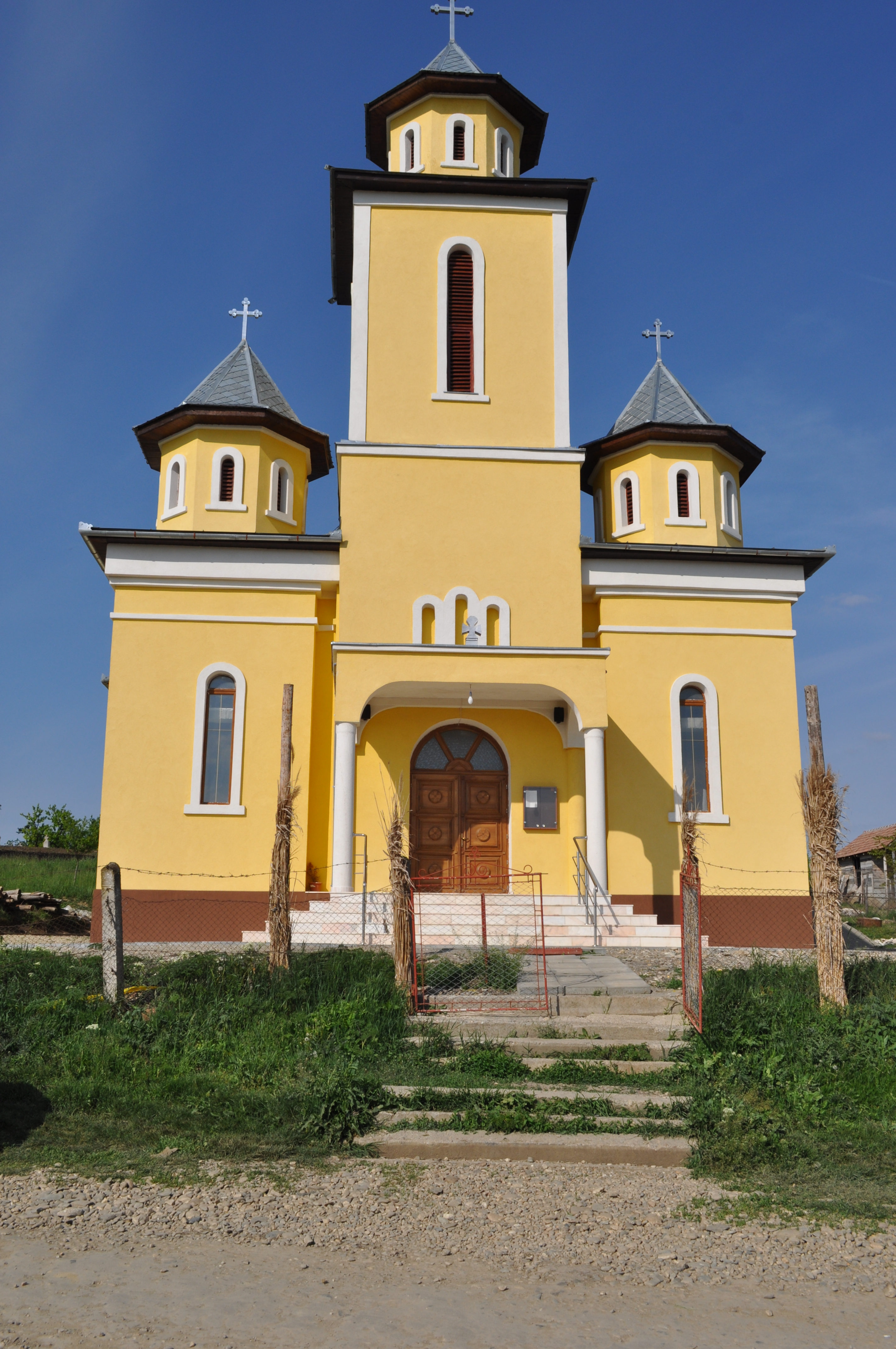
Biserica ortodoxă nouă
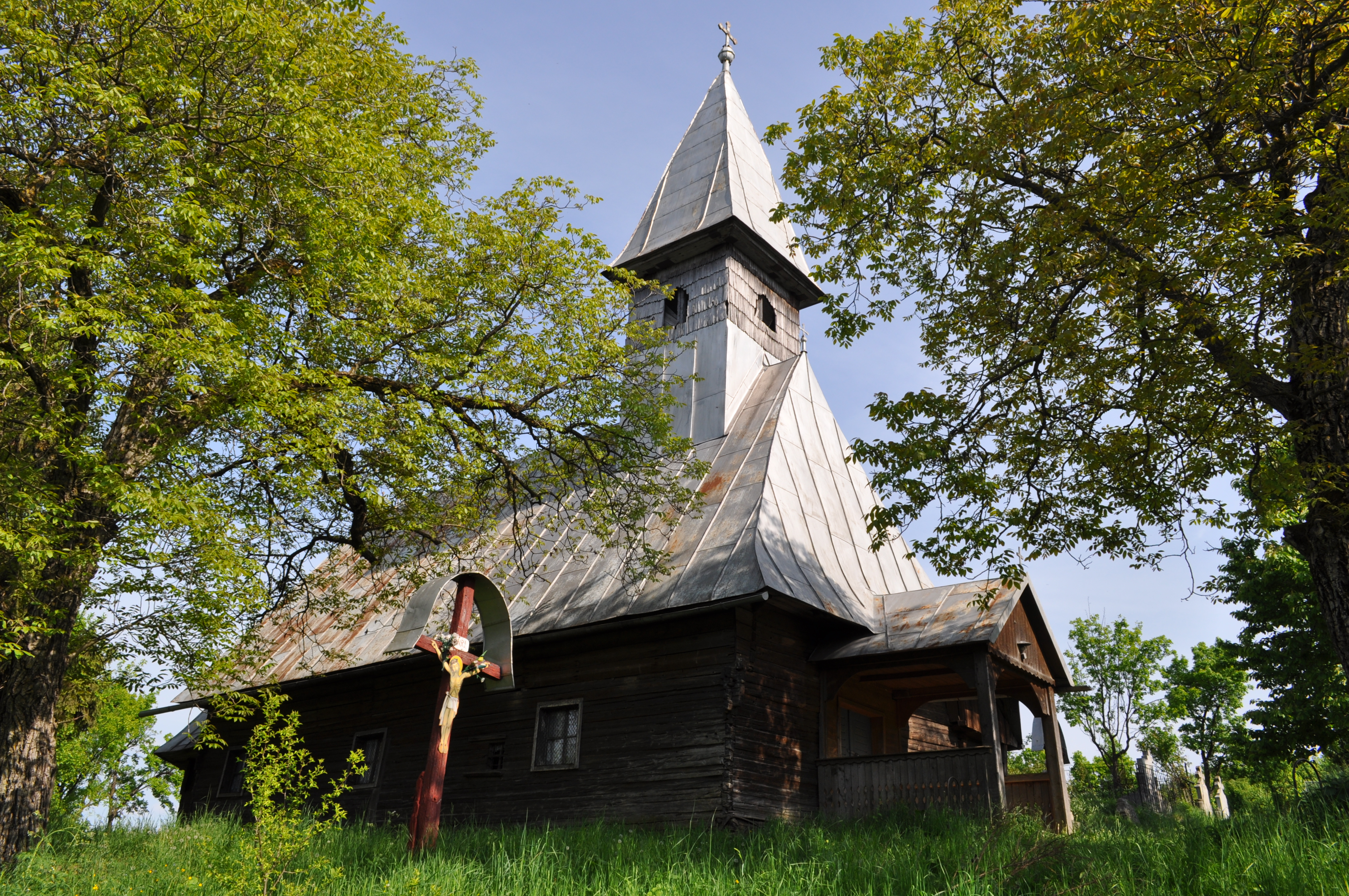
Biserica de lemn din Cojocna
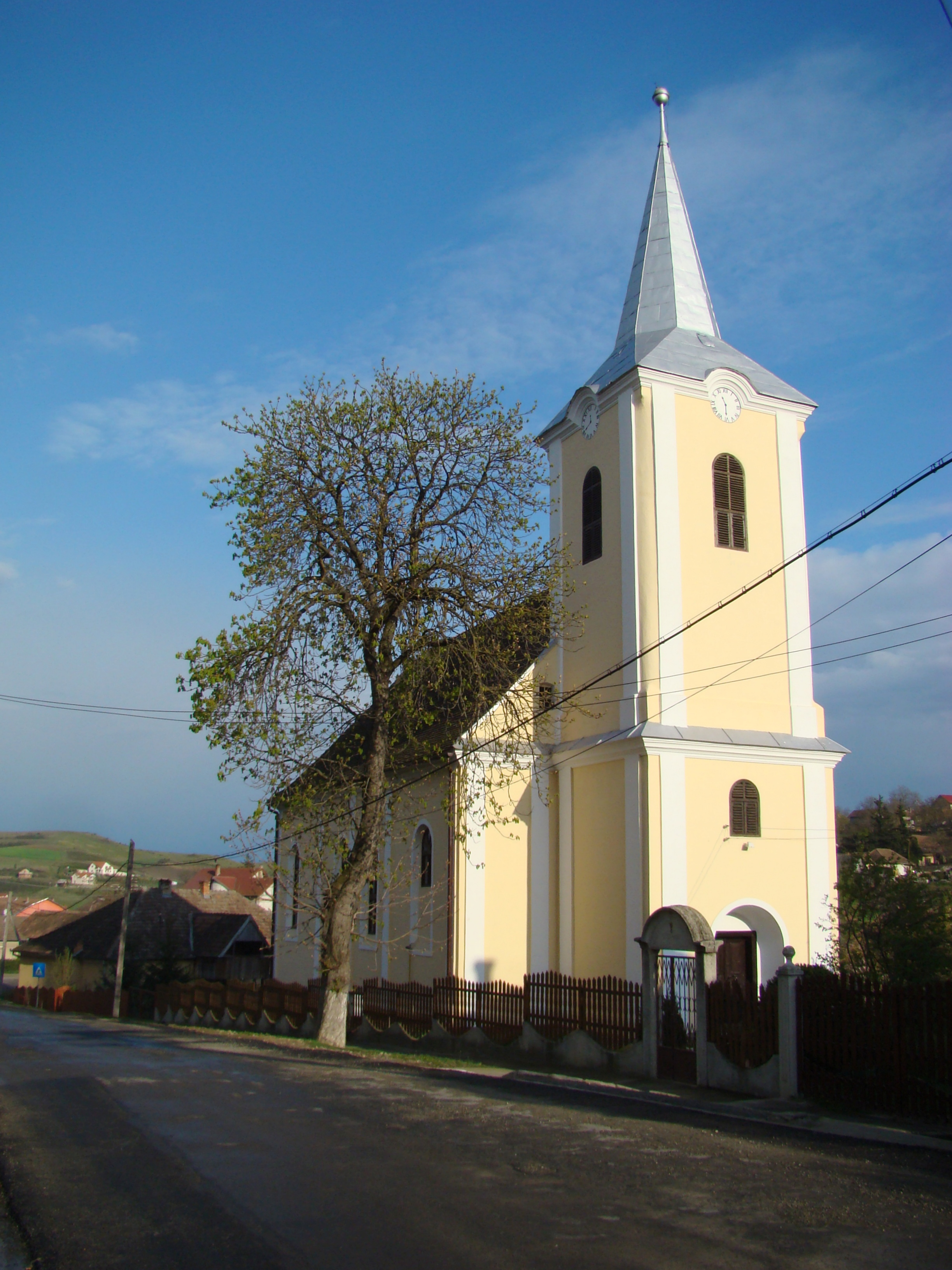
Biserica reformată-calvină, monument istoric (1822-1825)
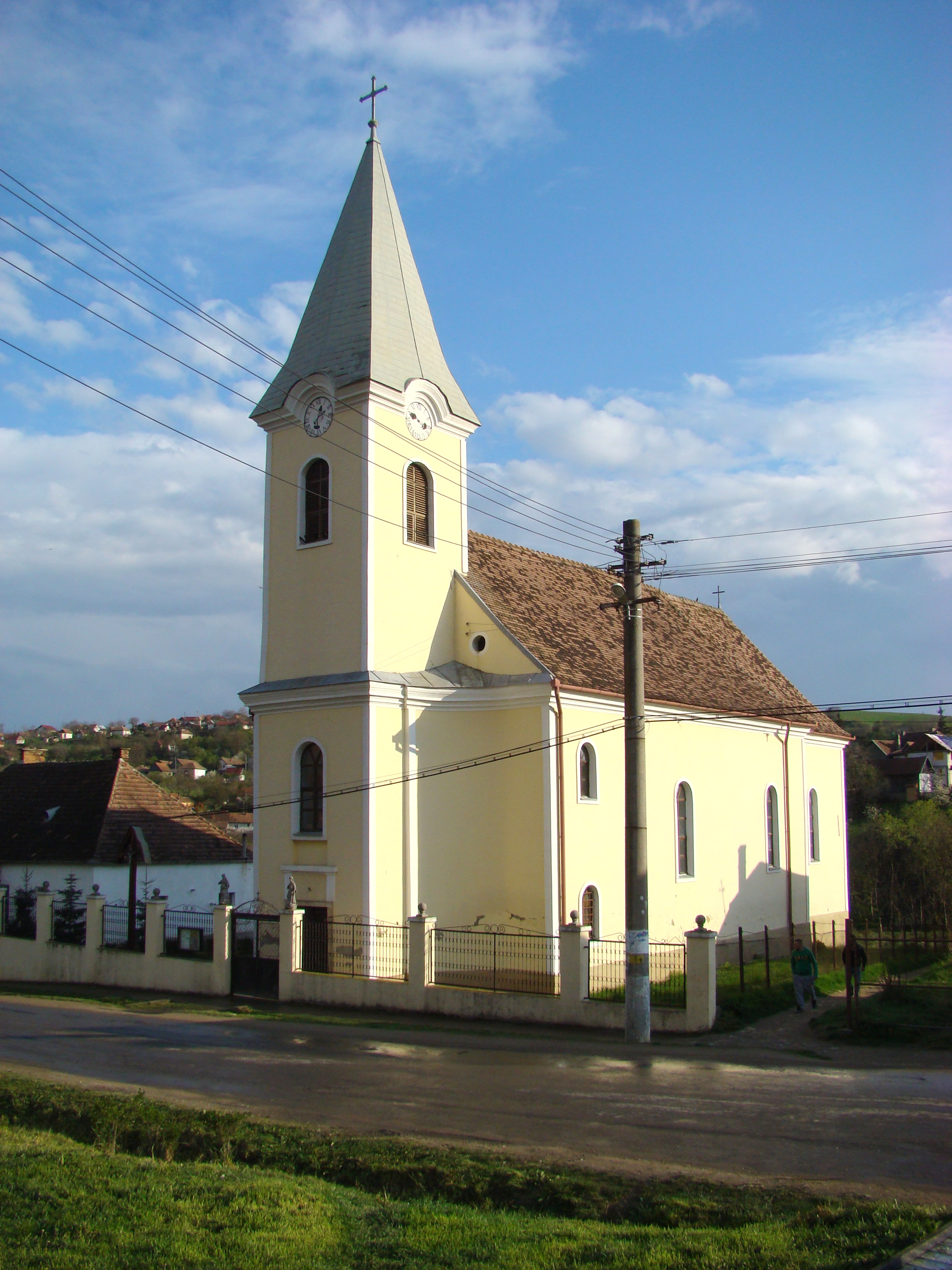
Biserica romano-catolică „Preasfânta Inimă a lui Isus”
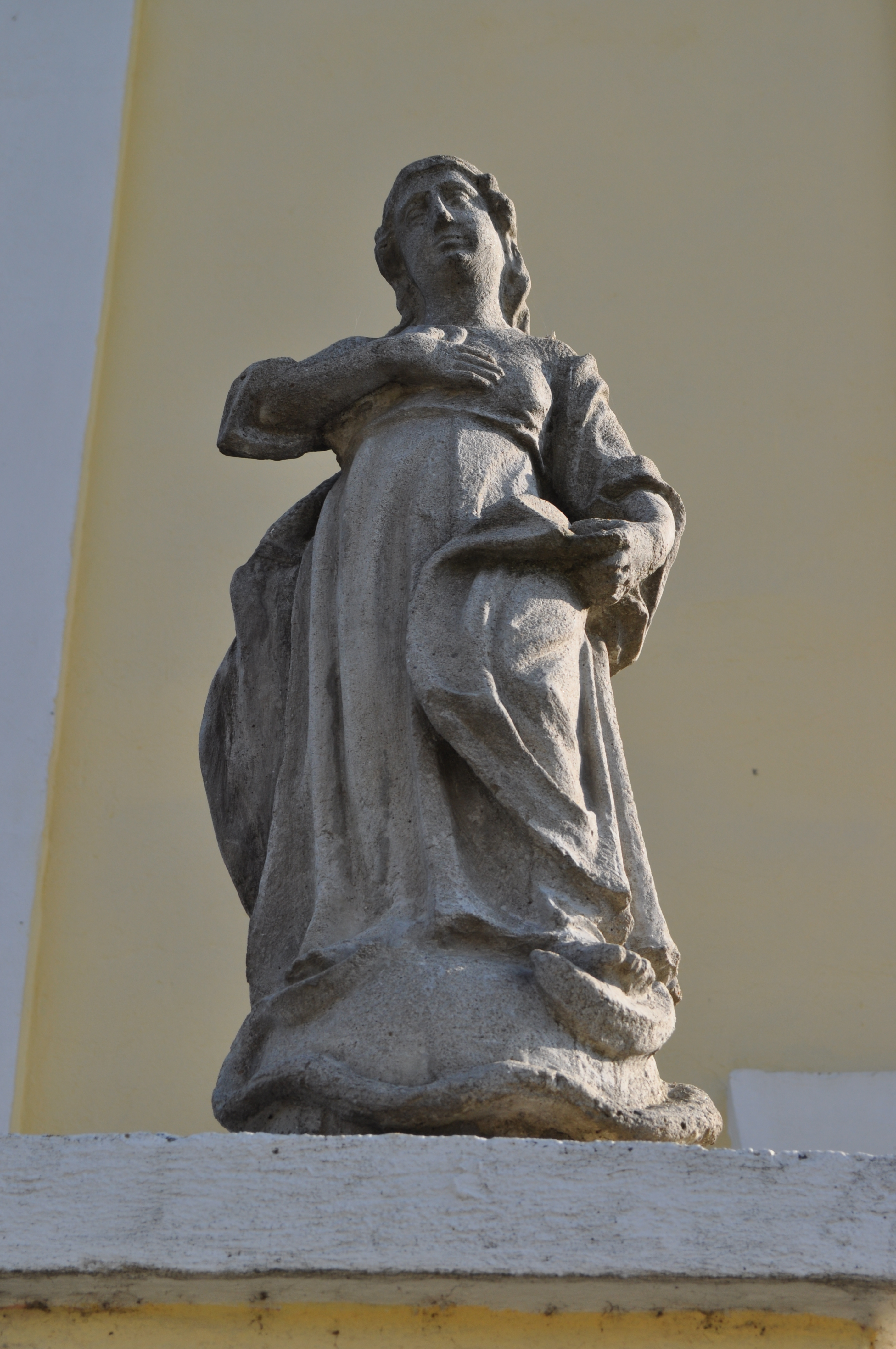
Biserica romano-catolică (detaliu exterior)
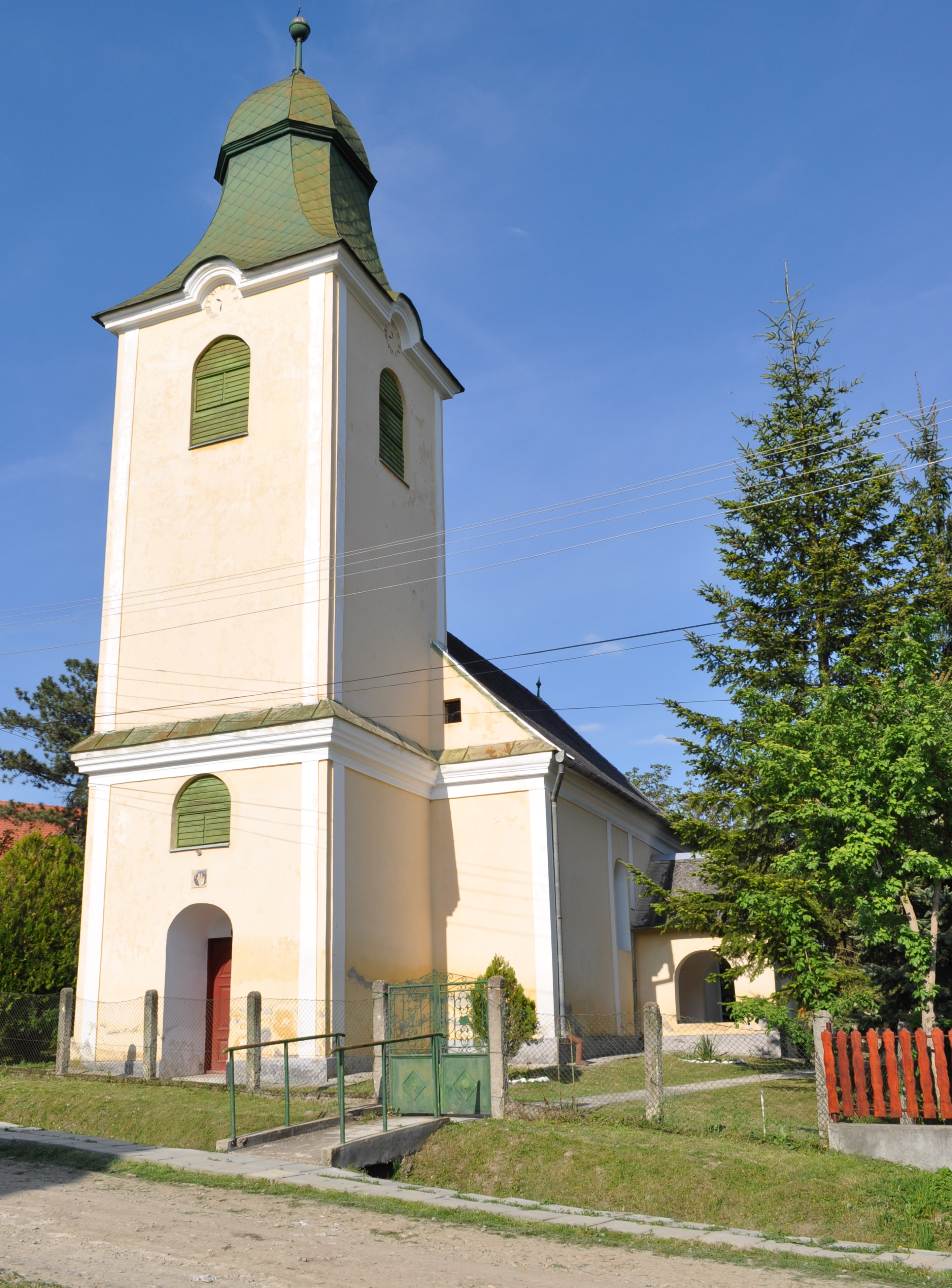
Biserica unitariană (1821)
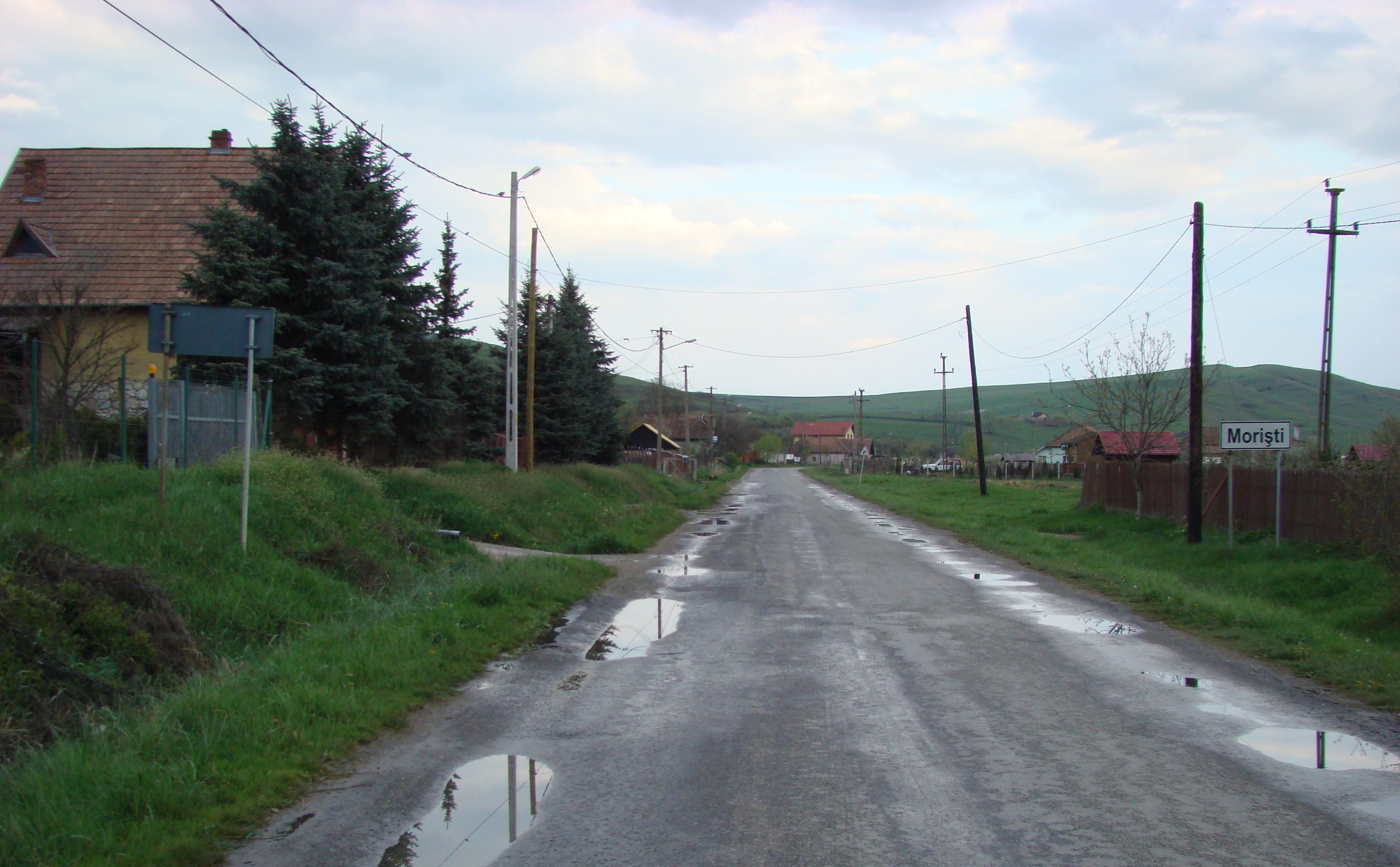
Moriști
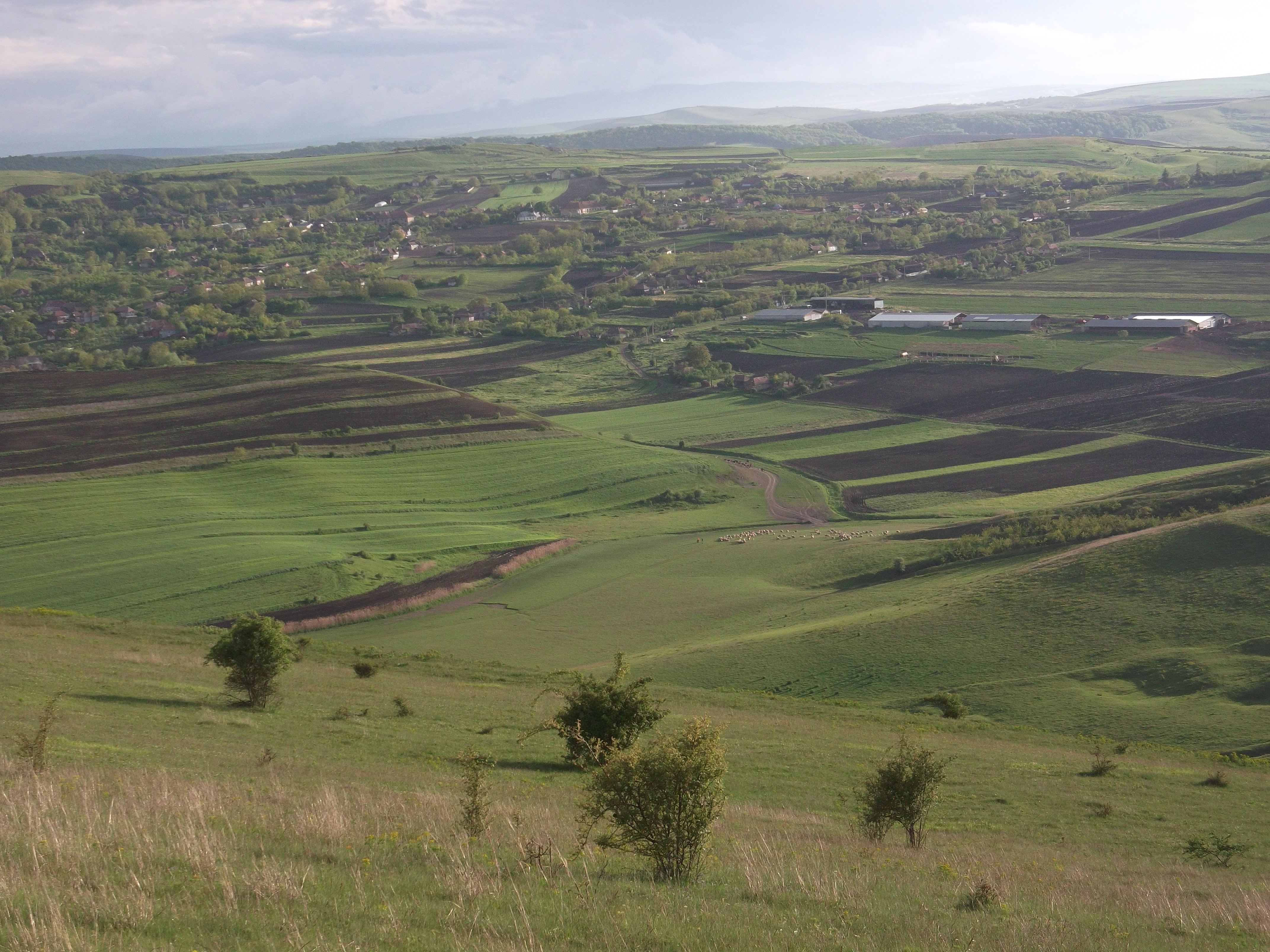
Iuriu de Câmpie
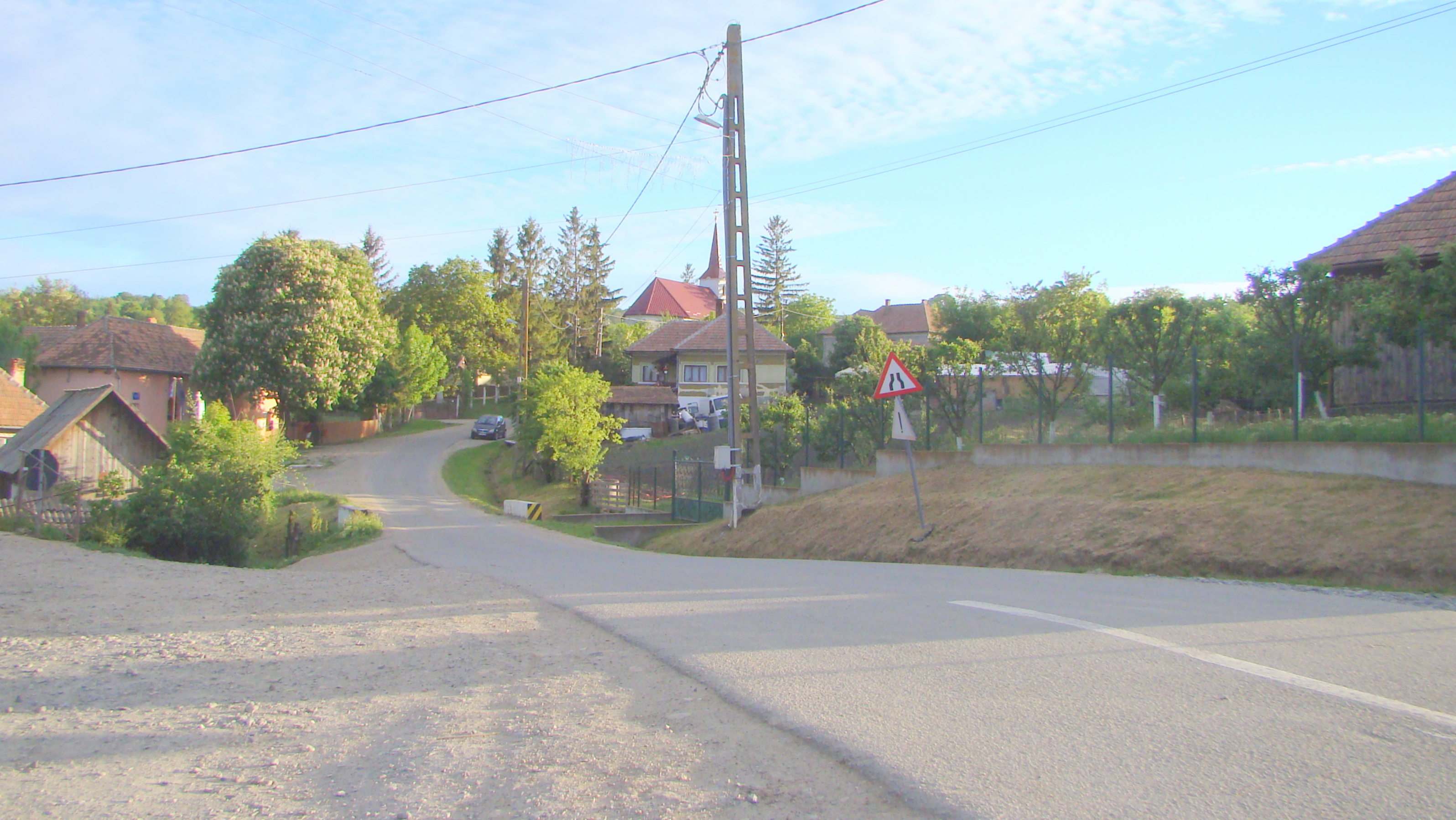
Boju
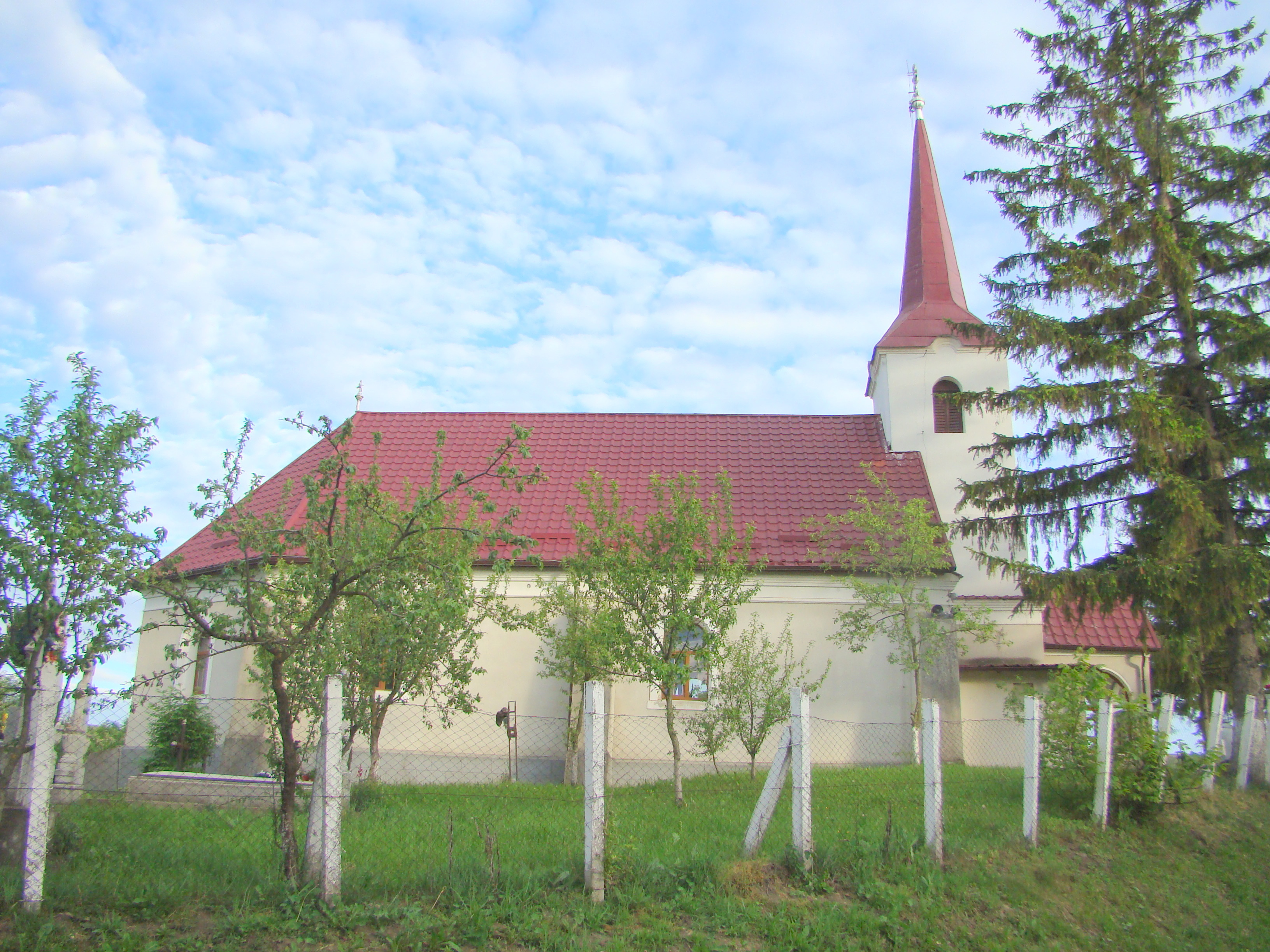
Biserica Sfinții Arhangheli Mihail și Gavriil (1835)
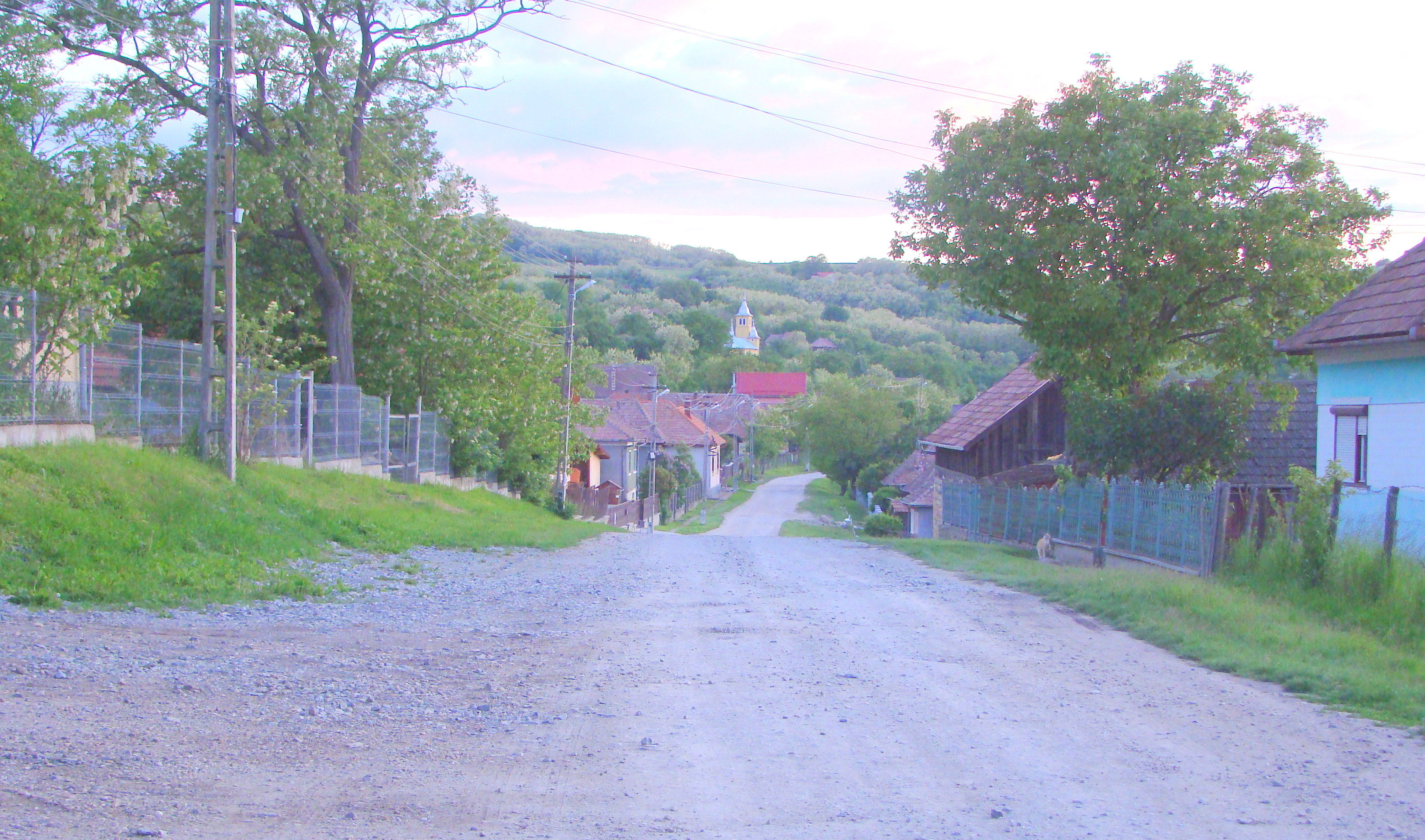
Cara
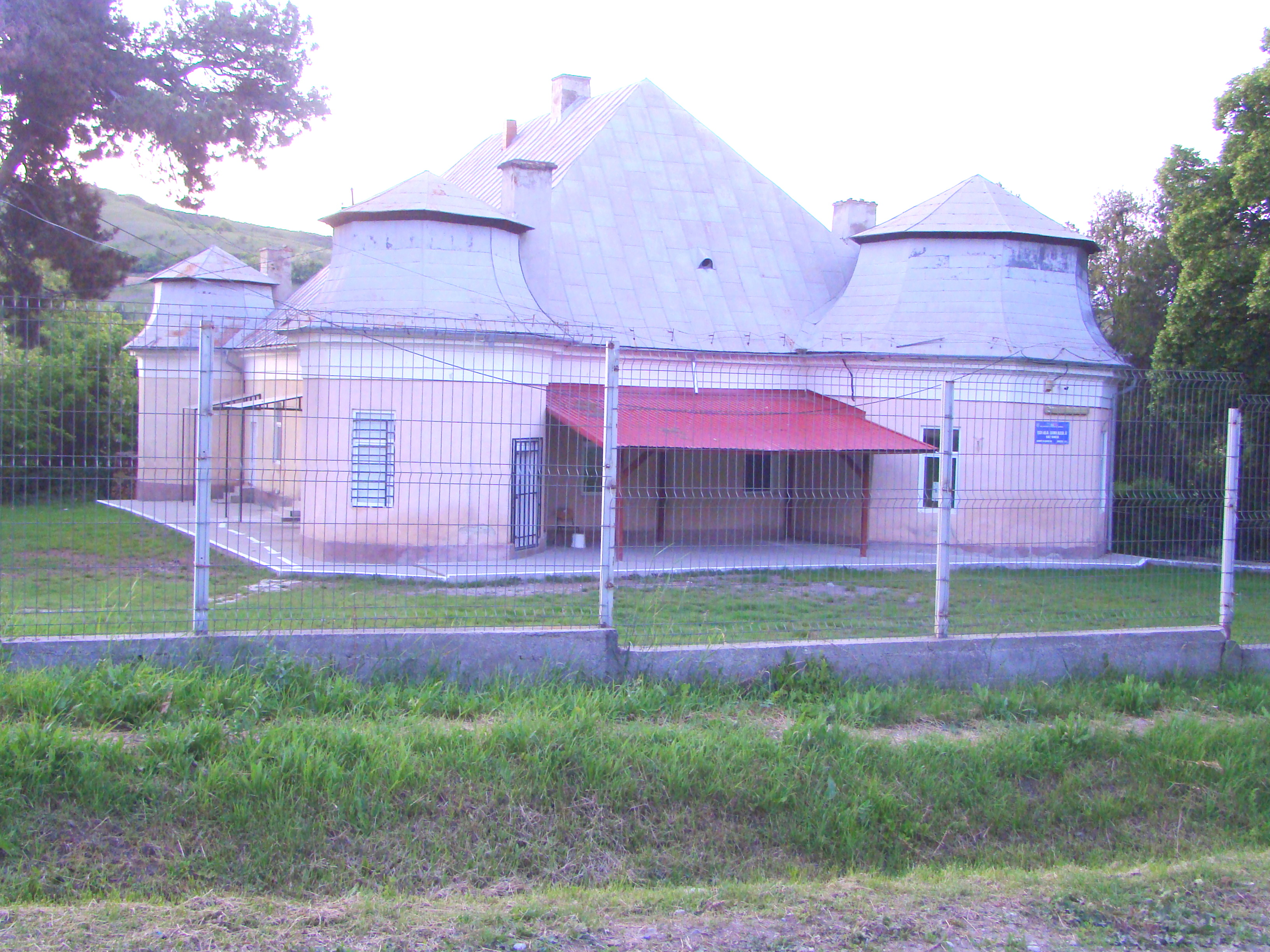
Școala (fosta reşedinţă a grofului maghiar)
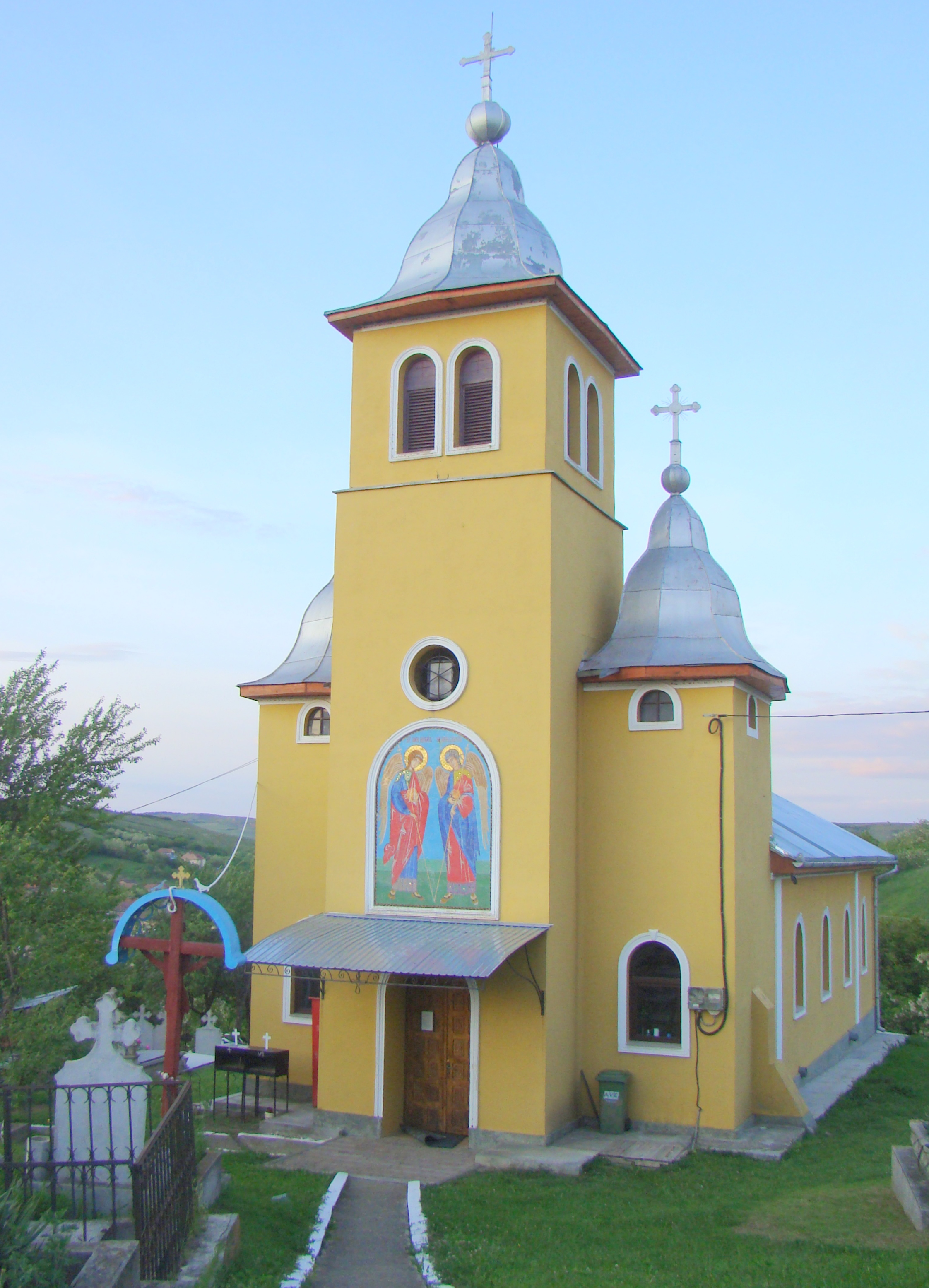
Biserica „Sfinții Arhangheli Mihail și Gavriil”
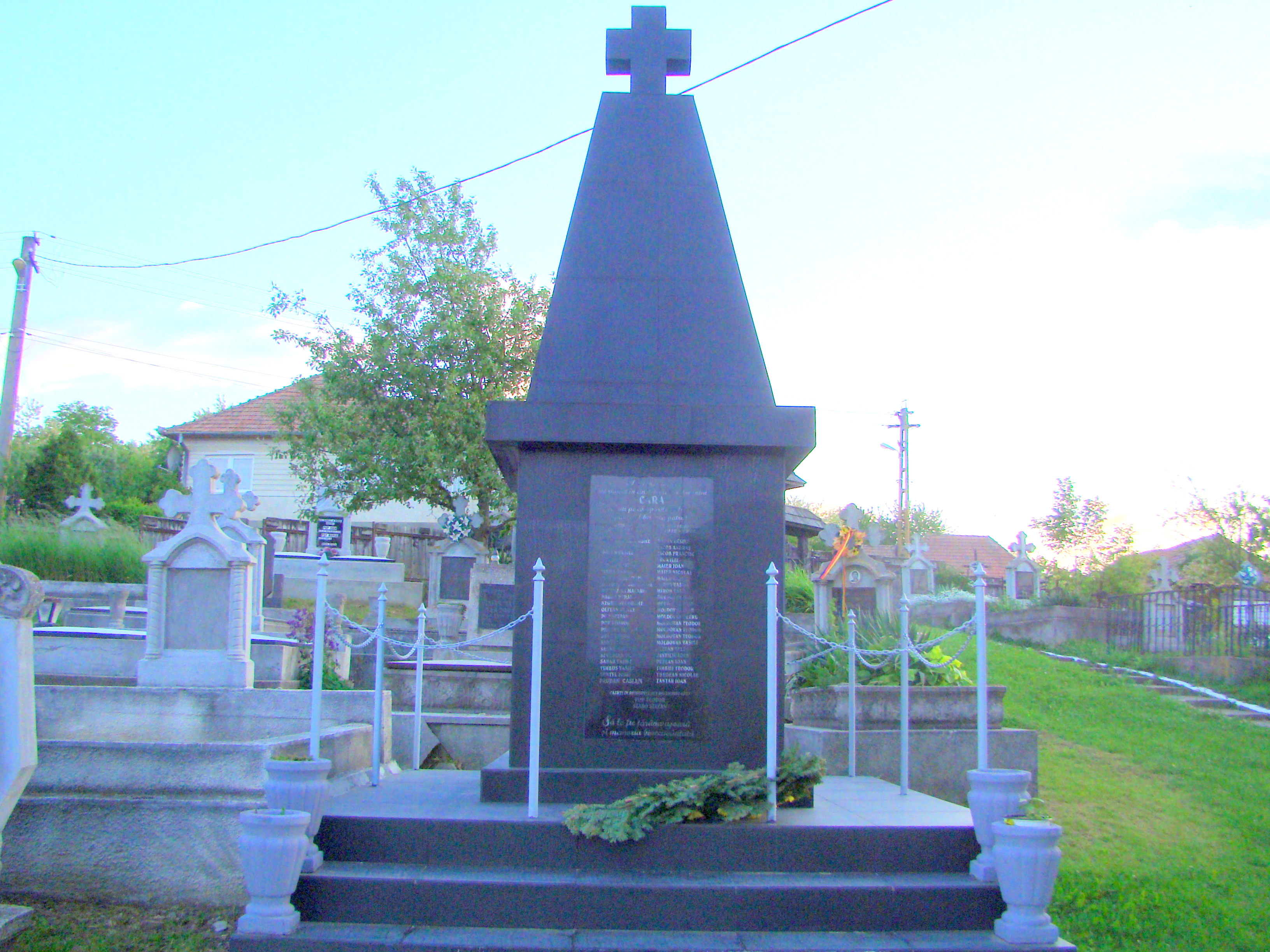
Monumentul eroilor
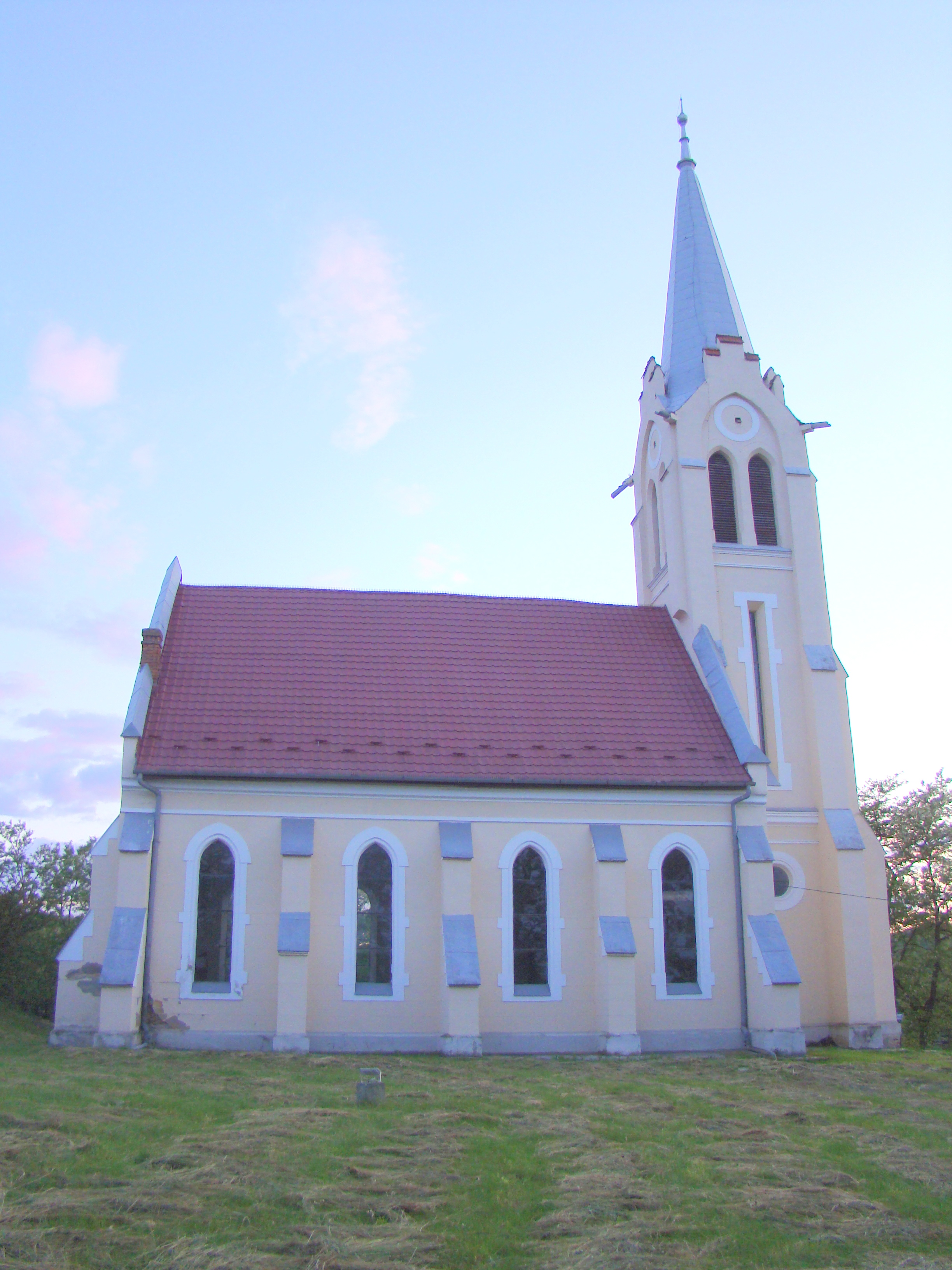
Biserica reformată (1914)